# Juan Carlos Garcés
Juan Carlos Garcés Rojas (Cali, 29 de abril de 1977) es un empresario y político colombiano.

## Biografía
Nació en Cali. Estudió mercadeo y negocios internacionales de la Universidad Autónoma de Occidente, realizó su especialización de gestión de proyectos de inversión de la Universidad Libre de Cali. Se inició como empresario digital y macroeconómico.
Incursiona en la política como diputado de Valle del Cauca entre 2016-2021 entre sus logros se destaca por liderar acciones al deporte, medio ambiente y emprendimiento a los jóvenes. En 2011 aspiró a ser Concejal de Cali, pero no fue elegido. En 2022 fue elegido como Senador de la República de Colombia por el Partido de la U